# Chiaroscuro (Ralph Towner)
Chiaroscuro is een studioalbum van Ralph Towner en Paolo Fresu. Towner behoorde al sinds 1972 tot de ECM Records-stal, Fresu werd door datzelfde platenlabel herontdekt. Carla Bley wilde met hem spelen en vond hem terug in Italië voor haar The Lost Chords find Paolo Fresu en sindsdien kwam hij vaker voor ECM uit. Dit album is opgenomen in de Artesuono Studio te Udine, Italië. Zowel Towner als Fresu zijn in dat land woonachtig. De muziek bestaat uit duetten voor akoestische gitaar (Towner) en trompet (Fresu). De muziek is in vergelijking tot andere jazz zeer rustig, een soort ambient/new agejazz. Fresu’s spel is te vergelijken met een rustige Miles Davis, een cover van zijn Blue in Green is terug te vinden op dit album. 

## Musici
- Ralph Towner – klassieke-, 12-snarige - en baritongitaar
- Paolo Fresu – trompet, flugelhorn

## Muziek
| Nr. | Titel                                   | Duur |
| --- | --------------------------------------- | ---- |
| 1.  | Wistful thinking (Towner)               | 4:10 |
| 2.  | Punta giara (Towner)                    | 6:20 |
| 3.  | Chiaroscuro (Towner)                    | 6:30 |
| 4.  | Sacred place (Towner)                   | 4:15 |
| 5.  | Blue in Green (Miles Davis, Bill Evans) | 5:44 |
| 6.  | Doubled up (Towner)                     | 4:56 |
| 7.  | Zephyr (Towner)                         | 7:38 |
| 8.  | The sacred place (reprise) (Towner)     | 1:58 |
| 9.  | Two miniatures (Towner, Fresu)          | 2:36 |
| 10. | Postlude (Towner, Fresu)                | 2:31 |